# Card marí
El card marí o panical marí (Eryngium maritimum) és una espècie del grup dels cards que pertany a la família de les apiàcies. És originària de les regions costaneres d'Europa, al nord arriba fins al sud d'Escandinàvia i al sud al litoral del nord d'Àfrica, i sovint es cultiva com planta ornamental per les seves flors de color blau metàl·lic. Es troba prop de la costa a tots els Països Catalans en les platges arenoses i en les dunes. Des del nivell del mar als 100 m d'altitud. Floreix de maig a agost. Eryngium: és el nom del gènere d'aquesta planta i probablement fa referència als eriçons: "Erinaceus" però també pot ser que es refereixi a la paraula grega "eruma" (= protecció), per les flles espinoses que protegeixen aquestes plantes. maritimum: epítet del llatí que significa "marítim, proper a la costa".

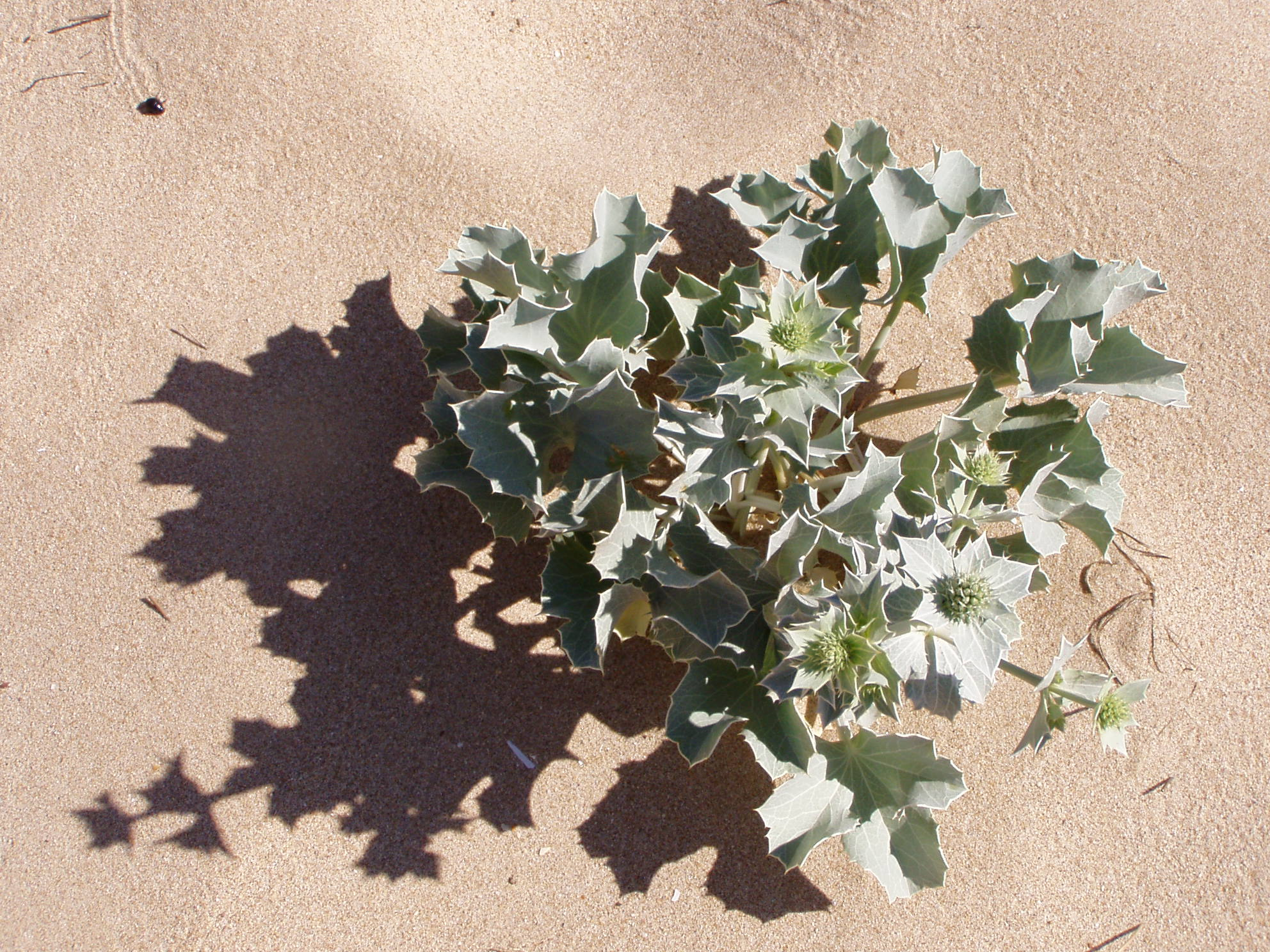
Tota la planta, Meia Praia beach, Lagos, Portugal

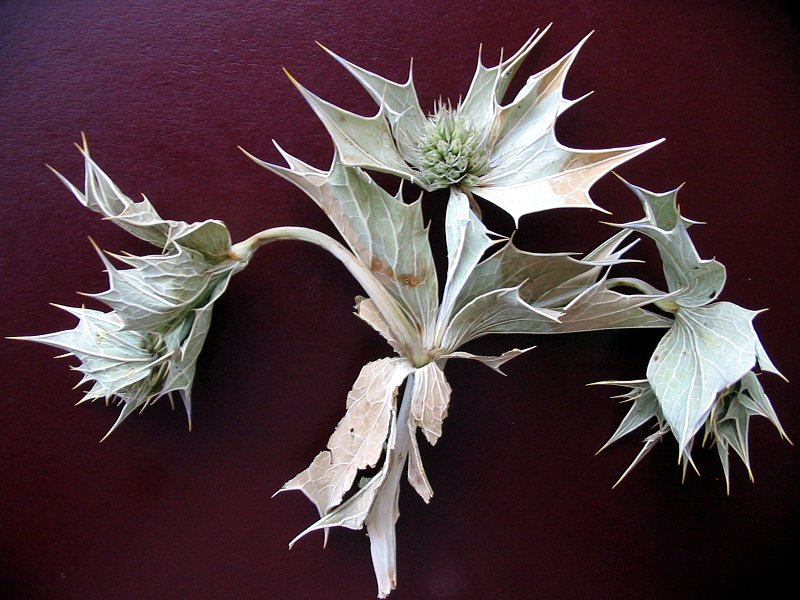
Imatge presa a Rewa, Polònia, 2005

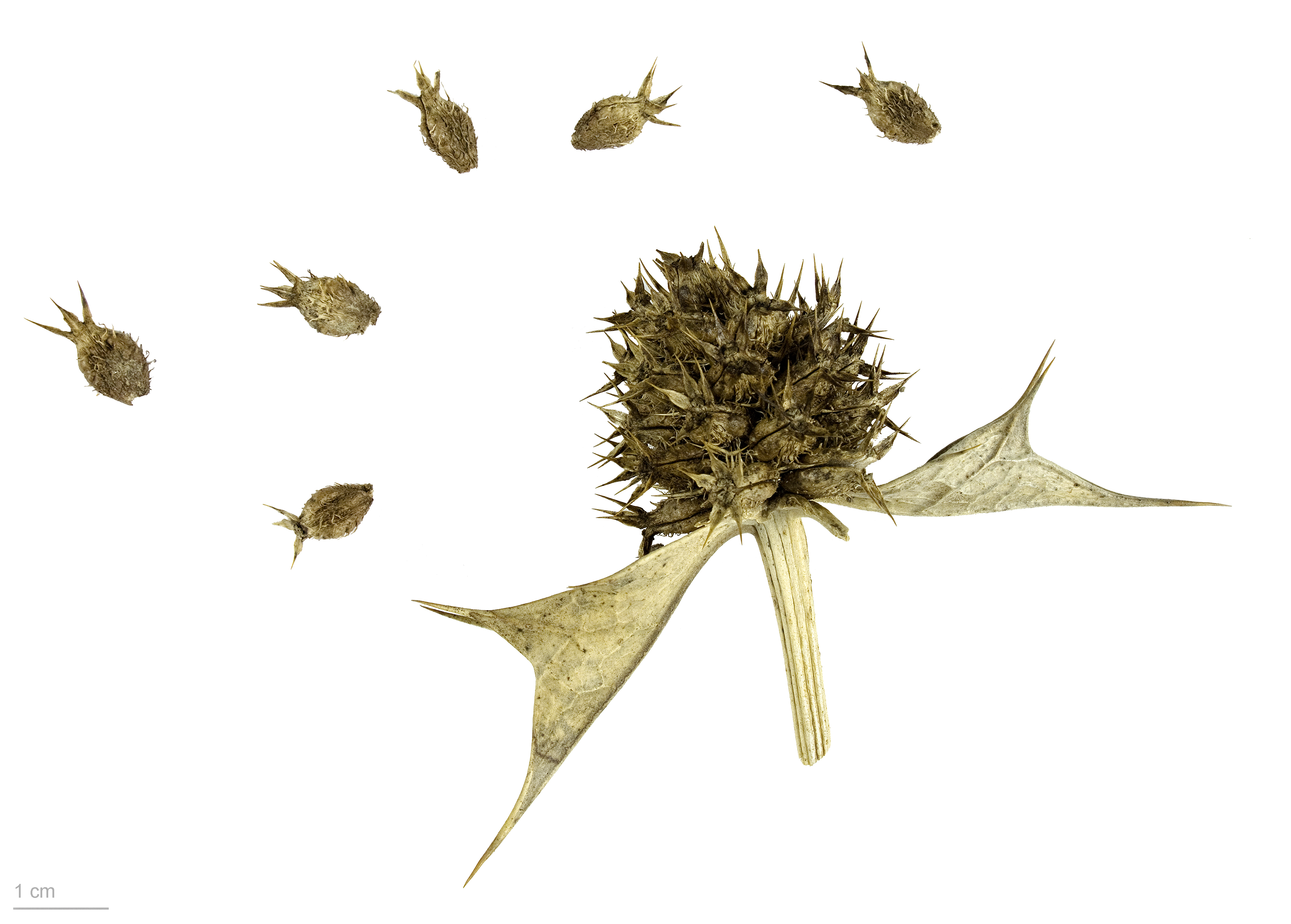
Eryngium maritimum

És una planta perenne espinosa i glabra de fins a 60 cm d'alt. Les fulles són coriàcies palmatipartides o palmatisectes amb el nervi blanc molt prominent;bràctees obovat cuneades. És una planta psamòfila, és a dir que creix preferentment en terrenys arenosos i té una roseta basal d'on broten tiges dures i espinoses de color blau o platejat. Les tiges tendres es consumeixen de vegades com els espàrrecs els quals es consideren tradicionalment afrodisíacs. tal com se cita a l'obra de Shakespeare, Falstaff.